# Ligament sacro-coccygien antérieur
Le ligament sacro-coccygien antérieur (ou ligament sacro-coccygien ventral) est constitué de quelques fibres irrégulières, qui descendent de la partie latérale de la face antérieure du sacrum au niveau de la dernière vertèbre sacrée jusqu'à l'avant du coccyx, se confondant avec le périoste. Il forme le prolongement du ligament longitudinal antérieur et s'étend sur l'articulation sacrococcygienne,,.